# Списък с физични величини
Тази страница представя списък с физични величини.
Размерността на физичните величини зависи от избраната система измерителна единици
| Основни величини           | Символ | Описание | Размерност в СИ                 | Забележка                      |
| -------------------------- | ------ | --- | ------------------------------- | ------------------------------ |
| Дължина                    | l      | Протяжност на обекта в едно измерение.                                                                            | метър (m)                       |                                |
| Маса                       | m      | Количество вещество в обекта.                                                                                     | килограм (kg)                   | екстензивна величина           |
| Време                      | t      | Продължителност на събитието.                                                                                     | секунда (s)                     |                                |
| Електрически ток           | I      | Протичащ заряд за единица време.                                                                                  | ампер (А)                       |                                |
| Температура                | T      | Средна кинетична енергия на частиците на обекта.                                                                  | келвин (К)                      | интензивна величина            |
| Количество вещество        | n      | Количеството частици, отнесено към количеството атоми в 0,012 кг 12C.                                             | мол (мол)                       | екстензивна величина           |
| Яркост                     | L      | Количество енергия, излъчвано от източник на светлина в дадено направление.                                       | кандела (cd)                    |                                |
| Производни величини        | Символ | Описание | Размерност в СИ                 | Забележка                      |
| електрически заряд         | q      | | А·s (кулон, C)                  | екстензивна, инвариант         |
| електрическо съпротивление | R      | съпротивление на обекта срещу протичането на електрически ток                                                     | m2·kg/(s3·А2) (ом, Ω)           | скалар                         |
| енергия                    | E      | Способност на тялото или системата да извършва работа.                                                            | kg.m2/s2 (джаул, J)             | екстензивна, инвариант, скалар |
| Линейна плътност           | ρl     | Маса на единица дължина.                                                                                          | kg/m                            |                                |
| Импулс                     | p      | Произведение от масата и скоростта на тялото.                                                                     | kg.m/s                          | екстензивна, инвариант         |
| Магнитен поток             | Φ      | Величина, отчитаща интензитета на магнитното поле и заеманата от него област.                                     | kg/(s2·А) (вебер, Wb)           |                                |
| Момент на импулса          | L      | Мярка за въртенето на обекта.                                                                                     | kg.m2/s                         | инвариант                      |
| Момент на силата           | T      | Произведение от силата и дължината на перпендикуляра, спуснат от дадена точка към посоката на действие на силата. | kg.m2/s2                        | вектор                         |
| Мощност                    | P      | Скорост на изменение на енергията.                                                                                | kg.m2/s3 (ват, W)               |                                |
| Налягане                   | p      | Силата, приложена върху единица площ.                                                                             | кг/(м·с2) (паскал, Pa)          | интензивна величина            |
| Напрежение                 | U      | Изменение на потенциалната енергия за единица заряд.                                                              | m2·kg/(s3·А) (волт, V)          | скалар                         |
| Обем                       | V      | Протяжност на обекта в три измерения.                                                                             | m3                              | екстензивна величина           |
| Плътност                   | ρ      | Маса в единица обем.                                                                                              | kg/m3                           | интензивна величина            |
| Площ                       | S      | Протяжност на обекта в две измерения.                                                                             | m2                              |                                |
| Повърхнинна плътност       | ρA     | Маса на единица площ.                                                                                             | kg.m2                           |                                |
| Работа                     | A      | Произведение от силата и преместването.                                                                           | kg.m2/s2 (джаул, J)             | скалар                         |
| Сила                       | F      | Действуващата върху обекта външна причина за ускорение.                                                           | kg.m/s2 (нютон, N)              | вектор                         |
| Скорост                    | v      | Бързина на изменение на координатите на тялото.                                                                   | m/s                             | вектор                         |
| Телесен ъгъл               | Ω      | Големина на изменение на посоката в три измерения.                                                                | стерадиан (sr)                  |                                |
| Ускорение                  | a      | Бързина на изменение на скоростта на обекта.                                                                      | m/s2                            | вектор                         |
| Честота                    | f      | Брой повторения на събитието за единица време.                                                                    | s-1 (херц, Hz)                  |                                |
| Ъгъл                       | θ      | Големина на изменение на посоката в две измерения.                                                                | радиан (rad)                    |                                |
| Ъглова скорост             | ω      | Скорост на изменение на ъгъла.                                                                                    | s-1 радиан в секунда            |                                |
| Ъглово ускорение           | α      | Бързина на изменение на ъгловата скорост                                                                          | s-2 радиан в секунда на квадрат |                                |